# Praça XV (Rio de Janeiro)

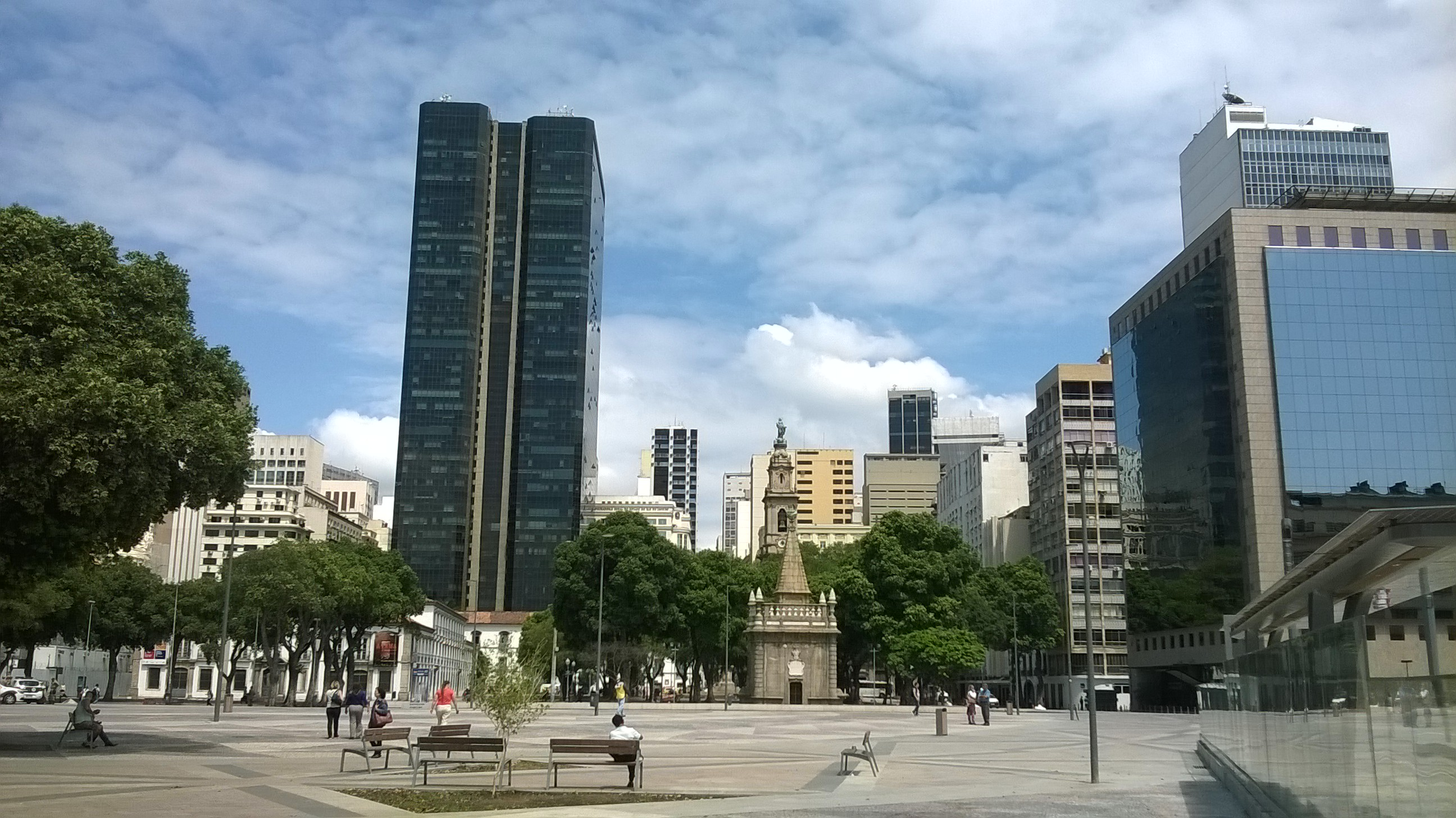
A praça e as edificações das imediações.

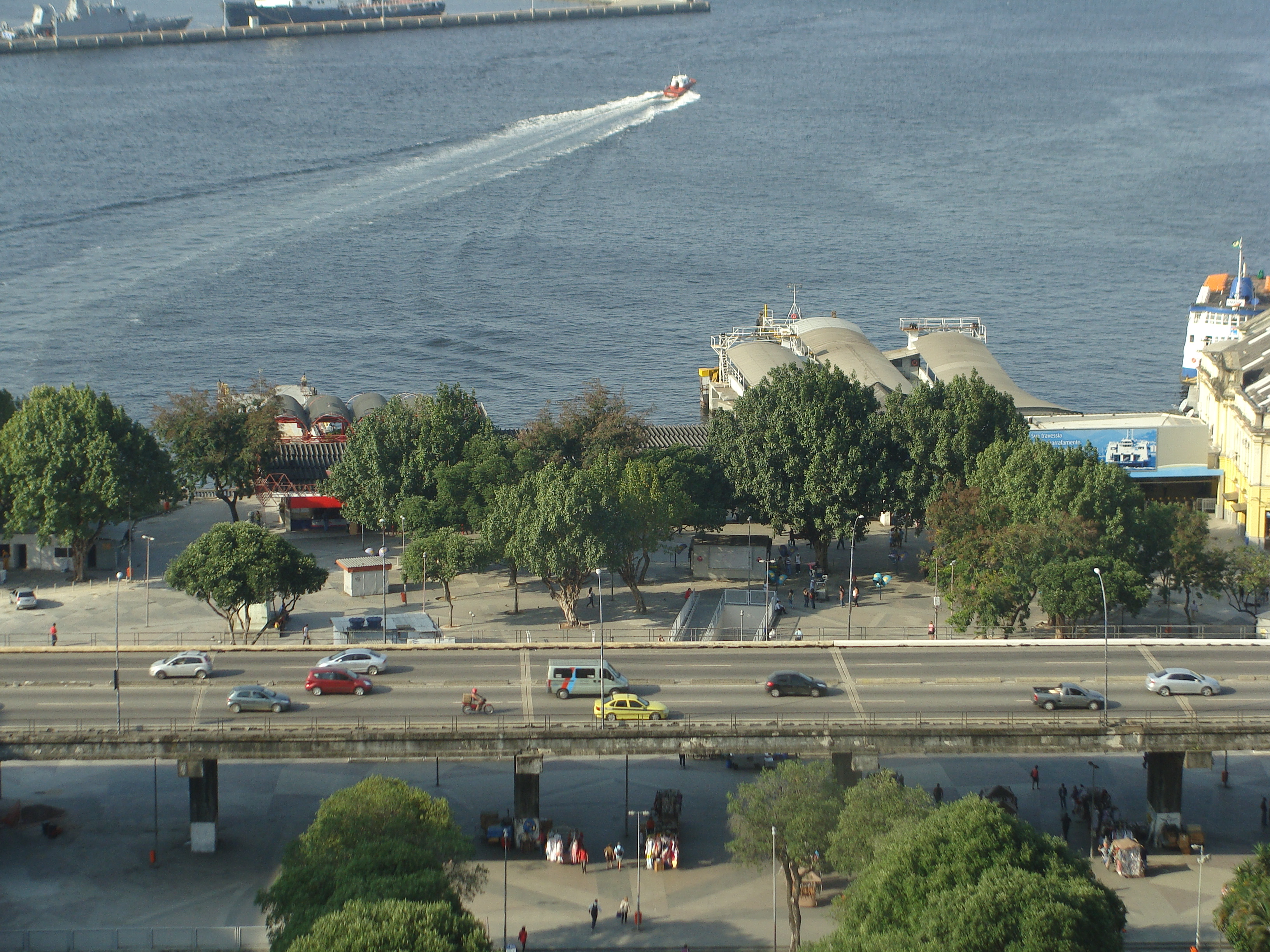
Trecho do Elevado da Perimetral que passava sobre a praça, em 2011.

A Praça XV, também conhecida como Praça XV de Novembro, Praça 15 de Novembro, Praça Quinze de Novembro, Praça 15 ou Praça Quinze, é uma praça situada no bairro do Centro, na Zona Central da cidade do Rio de Janeiro. Além de estar localizada na Rua Primeiro de Março, a praça integra a Orla Conde, um passeio público que margeia a Baía de Guanabara.
A praça, que existe desde o século XVI, foi reinaugurada no dia 29 de maio de 2016 após ser revitalizada. A revitalização da praça foi feita durante a gestão do prefeito Eduardo Paes no âmbito do Porto Maravilha, uma operação urbana que visa revitalizar a Zona Portuária do Rio de Janeiro.
No interior do logradouro, situam-se a Parada Praça XV do VLT Carioca e a Estação Praça XV do sistema de barcas operado pela CCR Barcas. Já nas imediações, situam-se diversos pontos de interesse de importância histórica e política, como o Paço Imperial e o Palácio Tiradentes. A praça também possui quatro monumentos históricos: o Chafariz do Mestre Valentim; a Estátua Equestre de Dom João VI; a Estátua Equestre do General Osório; e a Estátua do Almirante Negro.
Hoje, a Praça XV é considerada o coração do skateboarding no Rio de Janeiro. Embora o Decreto Municipal nº 17.746, de 22 de julho de 1999, tenha proibido a prática do esporte em praças, parques e jardins da cidade, o movimento de skatistas I Love XV conseguiu, em 2011, uma permissão da prefeitura para o uso da Praça XV como local de tráfego de skates em horários estipulados. No dia 8 de novembro de 2016, por meio de uma portaria, o presidente da Fundação Parques e Jardins concedeu autorização para o uso do skate na Praça XV e na Praça Marechal Âncora em qualquer horário.

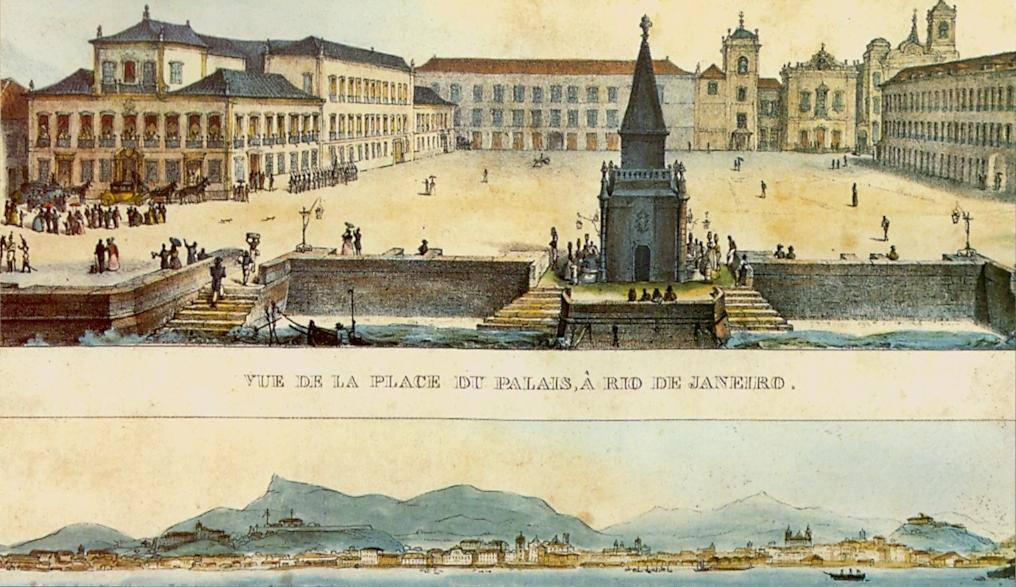
Na parte superior, a atual Praça XV, do lado esquerdo o Paço Imperial (sede do governo Colonial, Real e Imperial) ao fundo o Convento e Igreja do Carmo (onde D. Pedro I e D. Pedro II foram coroados), do lado direito o Arco do Teles e o Chafariz do Mestre Valentim, na frente. Na parte inferior um panorama da cidade com destaque o Corcovado. De Jean-Baptiste Debret, em 1830.

A praça recebeu esse nome por homenagear o dia 15 de novembro de 1889, marcado pela Proclamação da República do Brasil. Nesse dia, foi instaurada a república federativa presidencialista no Brasil, em substituição à monarquia constitucional parlamentarista em vigor desde 1822.

## História

### Período colonial

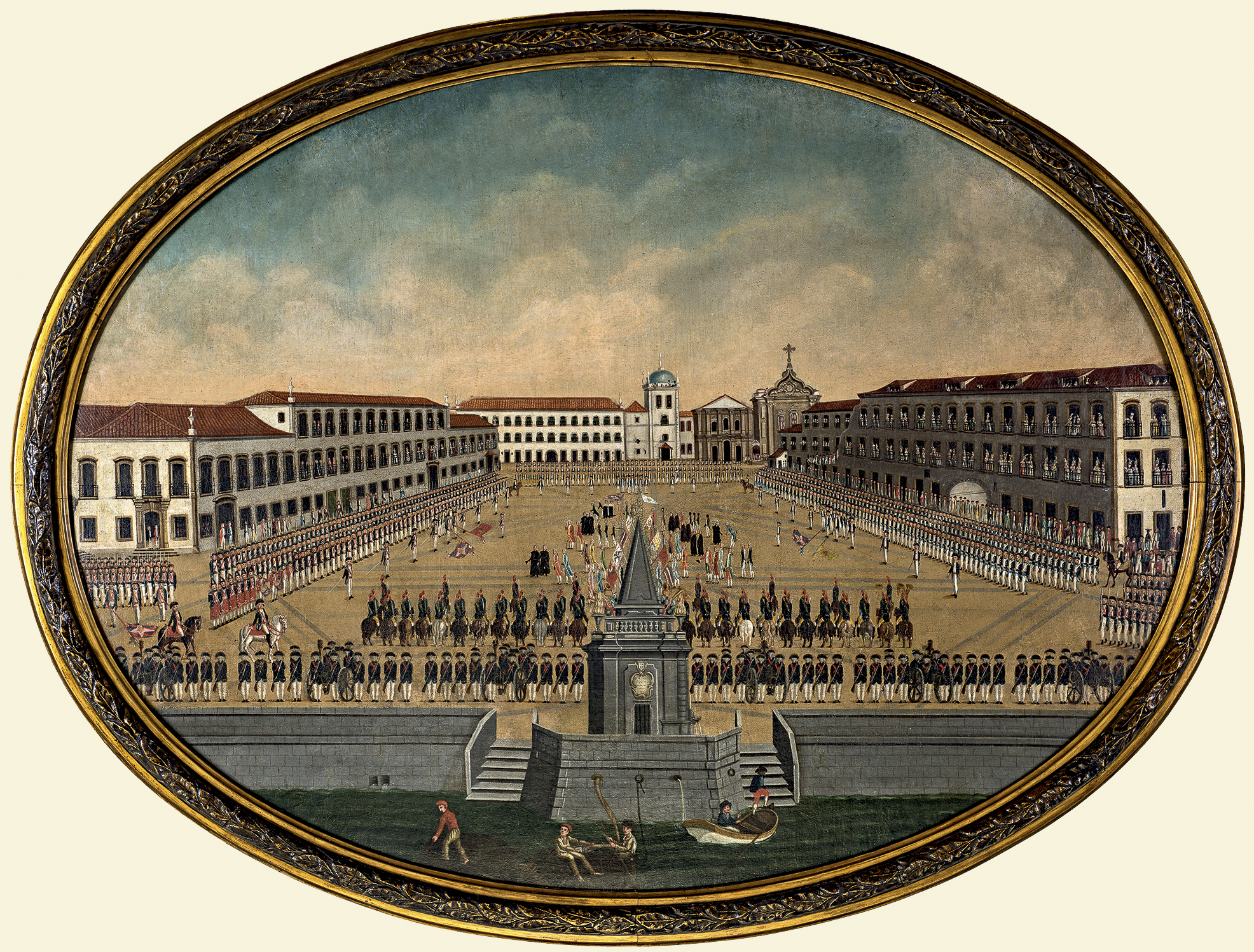
Revista militar no Largo do Paço, pintura de Leandro Joaquim, por volta de 1790. Coleção do Museu Histórico Nacional.

A Praça XV hoje está localizada na região conhecida, nos primórdios da ocupação das terras da cidade, como Praia da Piaçaba. O local já teve diversas denominações: Largo do Terreiro da Polé; Largo do Carmo; Praça do Carmo; Terreiro do Paço; e Largo do Paço. Do século XVI até meados da década de 1770, com a construção do Cais do Valongo, o logradouro foi o principal ponto de desembarque de escravizados africanos na cidade.

No local, foi erguido o prédio do Palácio dos Governadores e da Casa da Moeda, futuras instalações do Paço Real e, depois, do Paço Imperial. O prédio, projeto do engenheiro militar português José Fernandes Pinto Alpoim, teve suas obras iniciadas em 1738 e ficou pronto em 1743. Foi o primeiro imóvel da cidade a ter vidros nas janelas.

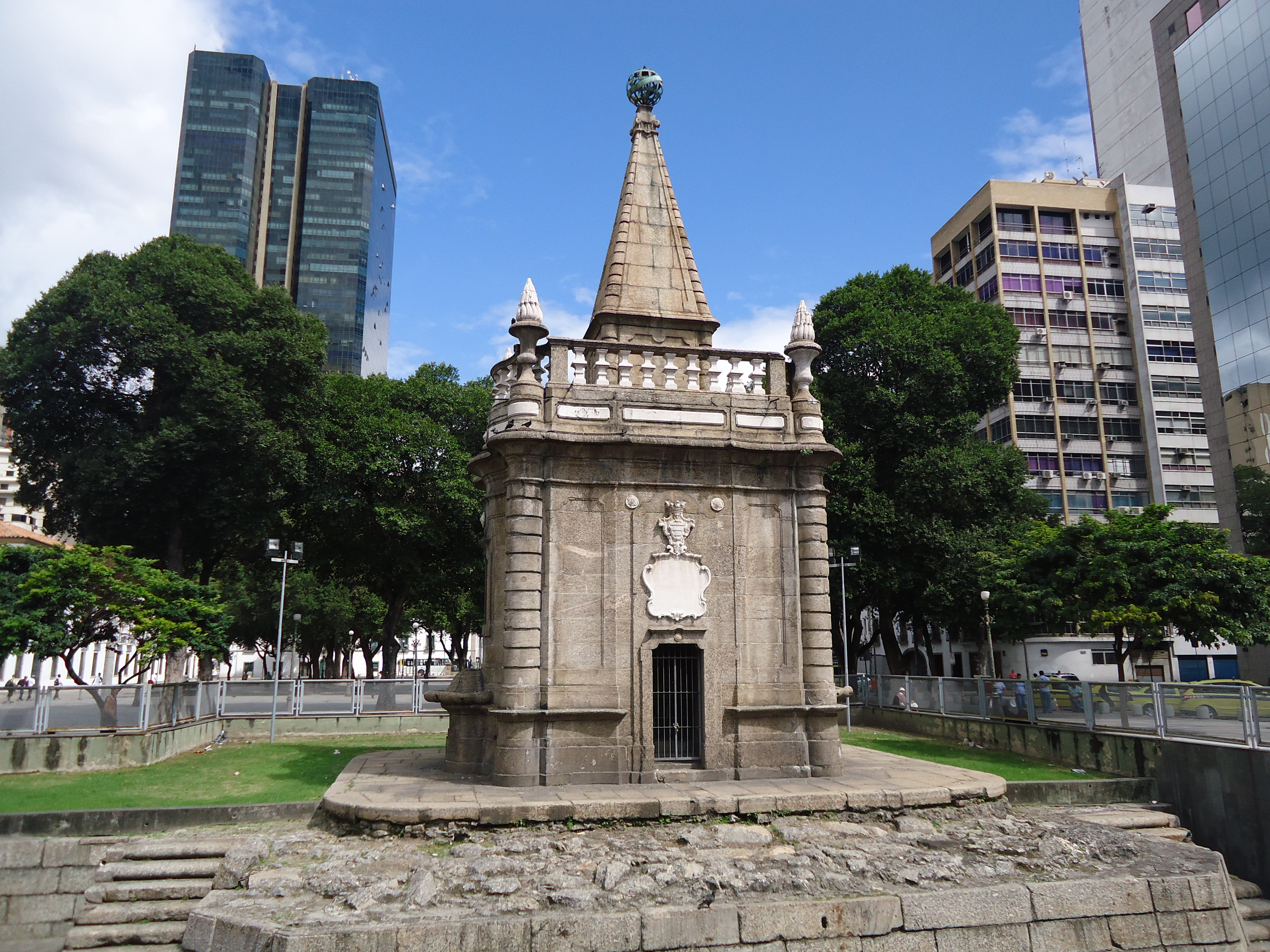
Chafariz do Mestre Valentim, situado no centro da praça.

No governo do vice-rei dom Luís de Vasconcelos, foi construído o Chafariz do Mestre Valentim, inaugurado em 1789 e que é até hoje um dos símbolos da praça. Sua função era abastecer com água, além da população, as embarcações que ancoravam perto da praça.

### Século XIX

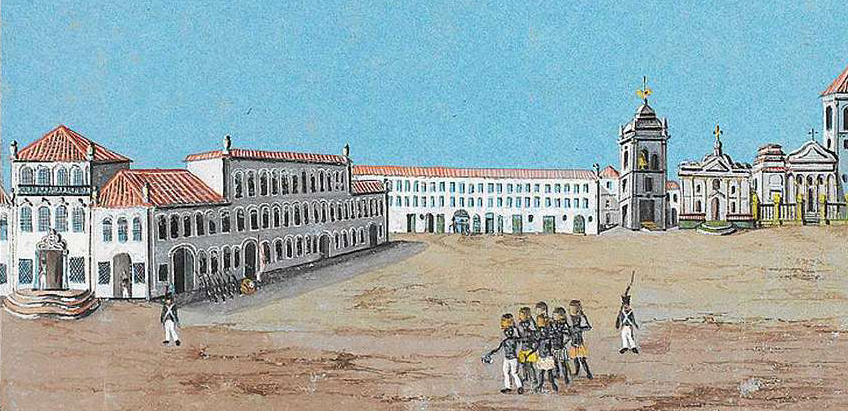
O Largo do Carmo em 1818. À esquerda, vê-se o Paço Imperial, com o edifício do Convento do Carmo ao fundo. À direita, situa-se uma torre sineira junto com a Antiga Sé. Mais à direita, encontra-se a Igreja da Ordem Terceira do Carmo.

Até o início do regime republicano, situavam-se nas imediações da Praça XV: a Capela Imperial (atual Igreja de Nossa Senhora do Carmo da Antiga Sé); a Igreja da Ordem Terceira de Nossa Senhora do Monte do Carmo; e o Convento do Carmo (prédio da antiga Academia de Comércio, hoje parte de uma das unidades da Universidade Candido Mendes). Por essa razão, a região foi palco de acontecimentos e de solenidades significativos para a história do Brasil Imperial, como casamentos, batizados, aclamações, coroações e enterros.
Quando a rainha dona Maria I faleceu, em 1816, o então Largo do Paço foi o local onde ocorreu o funeral real. Com os cariocas vestidos de preto, o corpo saiu solenemente do paço em direção ao Convento da Ajuda, local onde foi depositado. Dias depois, aconteceram, na praça e em outros pontos da cidade, as cerimônias protocolares da morte de um reinante, a única vez que foram executadas em todo o continente americano.

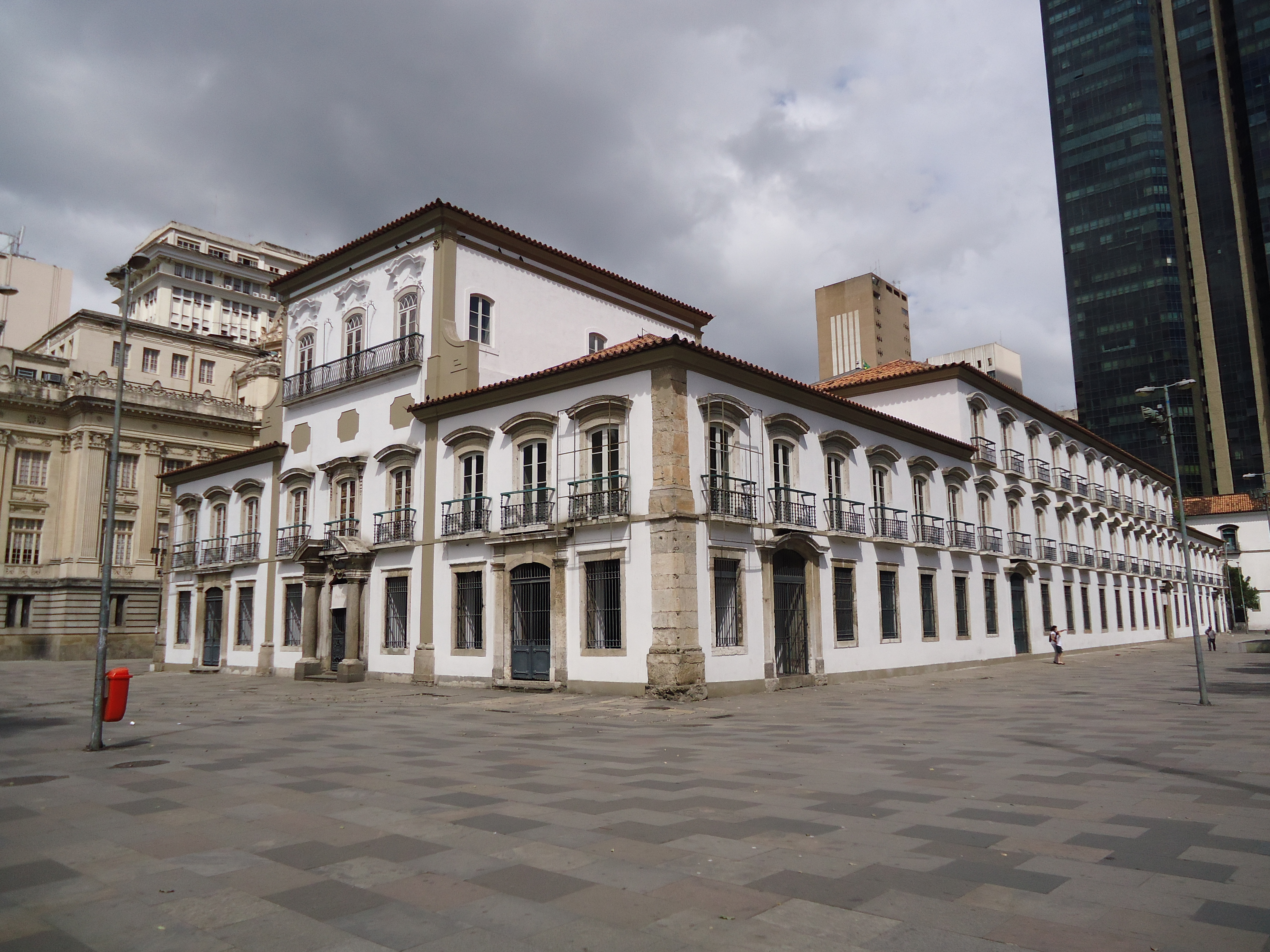
Fachada do Paço Imperial.

No dia 18 de março de 1870, a câmara da cidade deu ao logradouro a denominação Praça de Dom Pedro II. Porém, com a Proclamação da República do Brasil, ocorrida em 15 de novembro de 1889, o nome foi trocado para a denominação atual em homenagem à data da proclamação. No final do século XIX, os contornos e limites da Praça XV eram, oficialmente descritos, "pela Rua Dom Manoel, Praça das Marinhas, ruas do Mercado, 1º de Março, 7 de Setembro e da Misericórdia".
Quando foi feita, em 1878, a nova numeração dos prédios da cidade por ordem da Câmara Municipal, o serviço começou justamente no logradouro, sendo que o Paço Imperial recebeu o número sete. No mesmo ano, os prédios da Secretaria de Agricultura, da Agência Nacional de Colonização e da Estação Praça XV já existiam nas imediações da praça.

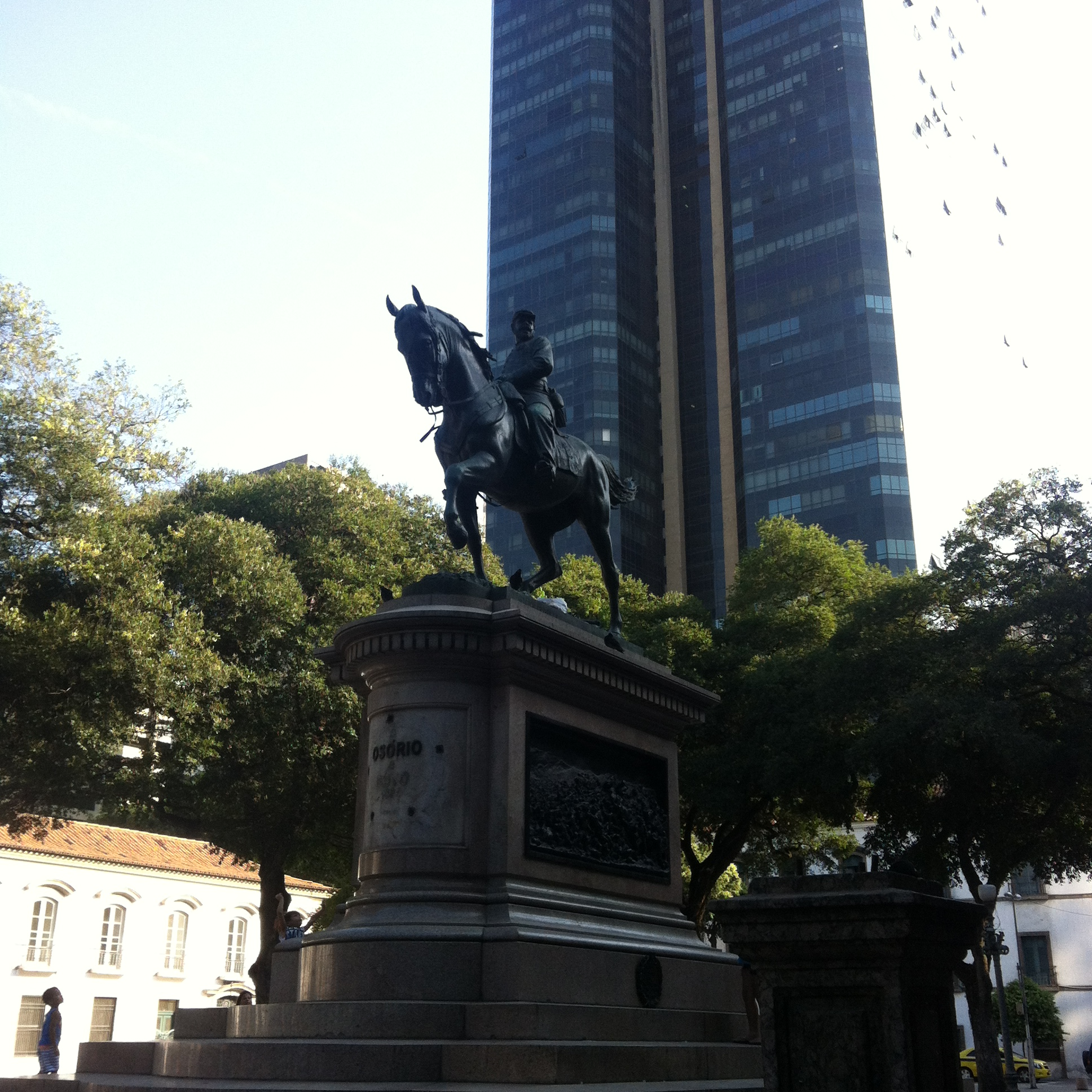
Estátua Equestre do General Osório, em 2015, com o Edifício Centro Candido Mendes ao fundo.

Em 1888, foi em frente ao Paço Imperial onde ocorreram as maiores comemorações pela assinatura da Lei Áurea. No entanto, em 1889, o paço foi o local de onde partiu a família imperial para o exílio após a Proclamação da República do Brasil. O prédio foi transformado posteriormente em repartição dos Correios e Telégrafos após passar por uma série de reformas que o descaracterizaram. Hoje, inteiramente restaurado, o Paço Imperial é um centro cultural, contando com livrarias, restaurantes e espaços para exposições.
No dia 12 de novembro de 1894, foi solenemente inaugurado o panteão do General Osório. Encimado por sua estátua equestre, fundida com o bronze dos canhões apreendidos durante a Guerra do Paraguai, Manuel Luís Osório foi um dos líderes do conflito bélico ocorrido na década de 1860 e, hoje, é o patrono da Arma de Cavalaria do Exército Brasileiro. No entanto, no final do século XX, os restos mortais do herói foram levados do panteão para o município de Osório, localizado no Rio Grande do Sul, estado onde nasceu.
Na praça, até o fim do século XIX, atracavam a maior parte dos navios de passageiros que chegavam ao Rio de Janeiro. Segundo o historiador Milton Teixeira, a região era considerada o cartão de visitas da cidade.

### Século XX

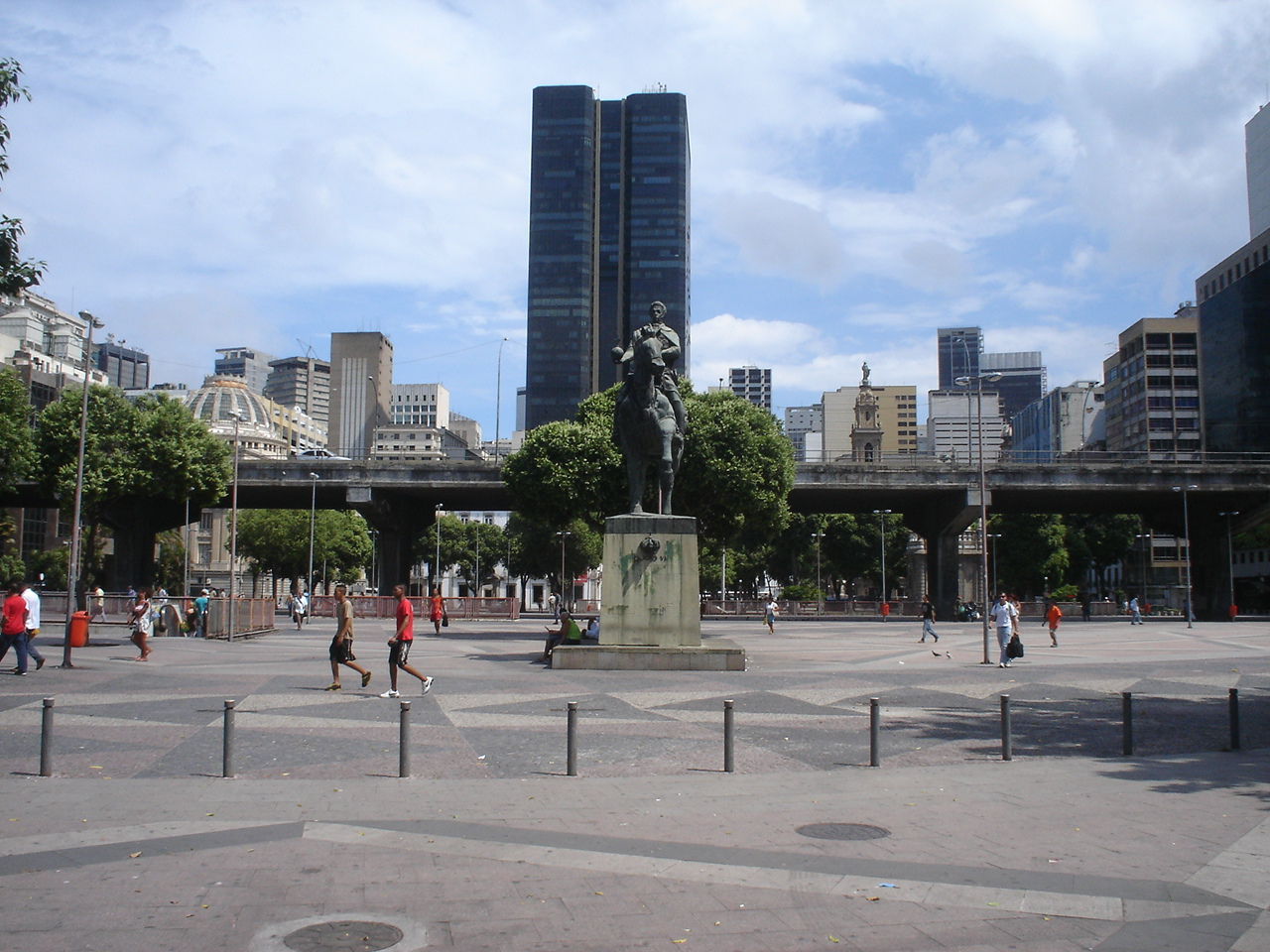
Em primeiro plano, a Estátua Equestre de Dom João VI; em plano intermédio, trecho do Elevado da Perimetral, demolido em 2014; e, em último plano, o prédio da Universidade Candido Mendes.

Em 1908, foi inaugurado pelo prefeito Pereira Passos o Mercado Municipal da Praça XV, uma das obras de remodelação urbana ocorridas no início do século XX na cidade. No ano de 1912, a Estação hidroviária da Praça XV, que hoje atende o sistema de barcas operado pela CCR Barcas, foi inaugurada após oito anos de construção. Na década de 1950, foi construído a Elevado da Perimetral, que inicialmente ligava a Avenida Presidente Vargas ao Aterro do Flamengo. Em virtude da construção do viaduto, todo o mercado teve que ser demolido, exceto o pavilhão onde hoje funciona o Ancoramar.
No dia 10 de junho de 1965, foi inaugurada a Estátua Equestre de Dom João VI, presenteada à cidade pelo povo de Portugal por ocasião dos festejos do quarto centenário da fundação do Rio de Janeiro. De autoria de Salvador Barata Feyo, escultor português natural de Moçâmedes, Angola, a estátua foi colocada no local onde o rei dom João VI teria desembarcado no Brasil em 1808. Uma cópia idêntica do monumento encontra-se na rotunda do Forte de São Francisco Xavier do Queijo, situado na Praça de Gonçalves Zarco, na cidade portuguesa do Porto. De acordo com as instruções de Salvador Feyo, ambas as estátuas deveriam estar voltadas uma para outra, como simbolismo e ligação entre a mesma pessoa (dom João VI) e os dois países (Portugal e Brasil). Esta mesma ligação profunda e indesmentível foi ressaltada pela presença de um globo terrestre, contendo a cruz de Jesus Cristo por cima, levada na mão direita da figura de dom João VI. Segundo João Barata Feyo:
| “ | ... o globo terrestre com a Cruz de Cristo é um símbolo da história de Portugal, que é a descoberta, a conquista, a navegação. Ele leva a sua tradição de rei português. Digamos que Portugal se caracteriza pela aventura que realizou, pela descoberta dos caminhos para a Índia, Brasil. (...) Foi uma forma de congregar, na figura de dom João VI, toda a história de Portugal. | ” |

Sob o Elevado da Perimetral, começou a ser realizada em 1976 a tradicional Feira de Antiguidades da Praça XV, realizada até os dias de hoje. No ano de 1996, o Túnel Engenheiro Carlos Marques Pamplona, que passava sob a praça e que era popularmente conhecido como Mergulhão da Praça XV, foi aberto para tráfego. A avenida Alfred Agache passou a ser, nessa época, uma via subterrânea, numa iniciativa polêmica, porque o aspecto pouco iluminado e sujo de seu entorno causava desconforto nas pessoas que lá iam para pegar as linhas de ônibus para diversos bairros da cidade.

### Século XXI

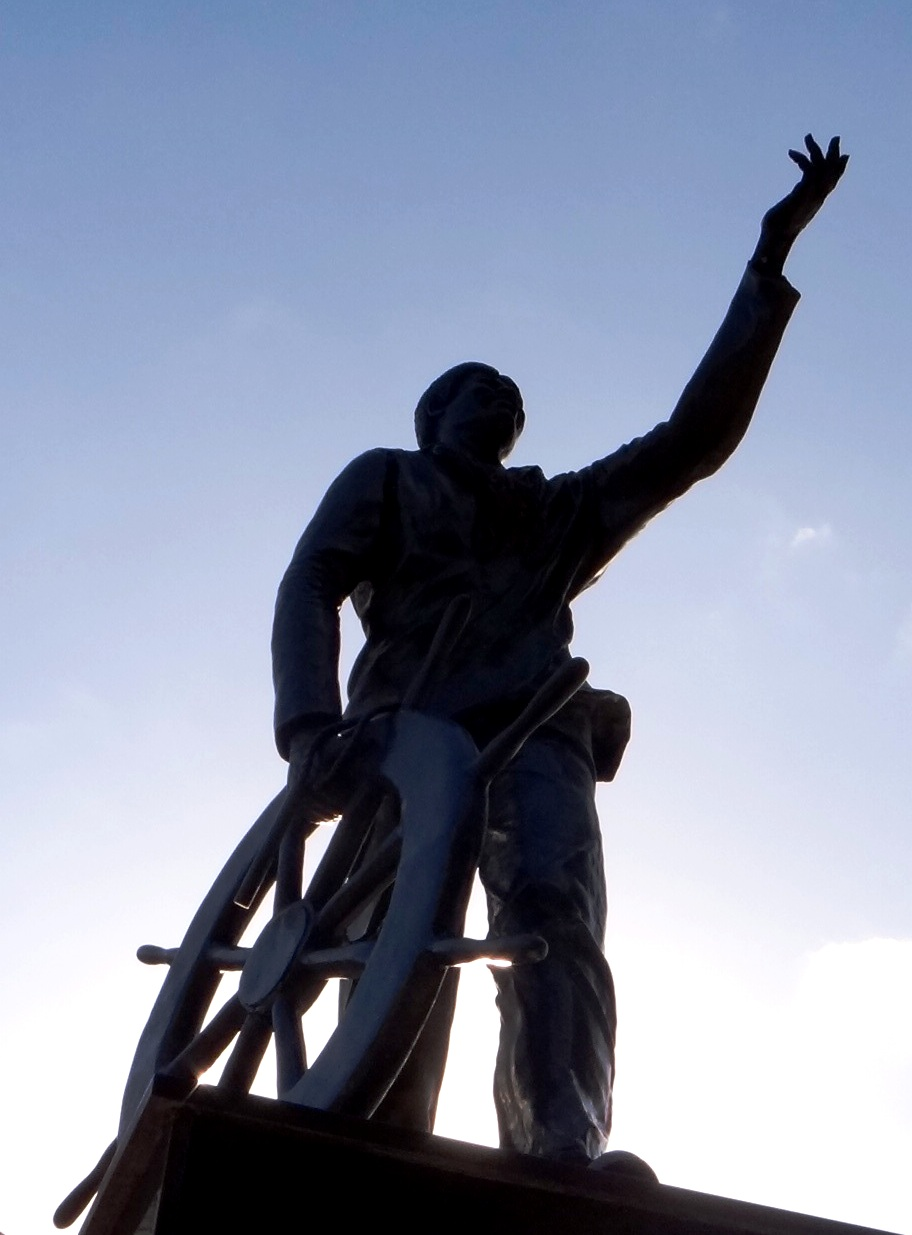
Estátua do Almirante Negro, situada na praça.

A estátua mais recente da praça é a de João Cândido, inaugurada em 2007. O monumento faz parte da história do negro no Brasil, não apenas porque João Cândido era negro, mas também porque a Revolta da Chibata fora protagonizada por uma maioria de marinheiros negros. As classes mais baixas da Marinha, por serem compostas por rapazes muito pobres, estavam ainda sujeitas a castigos físicos de açoitamento no início do século XX. O monumento foi doado à cidade pela Secretaria de Políticas de Promoção da Igualdade Racial.

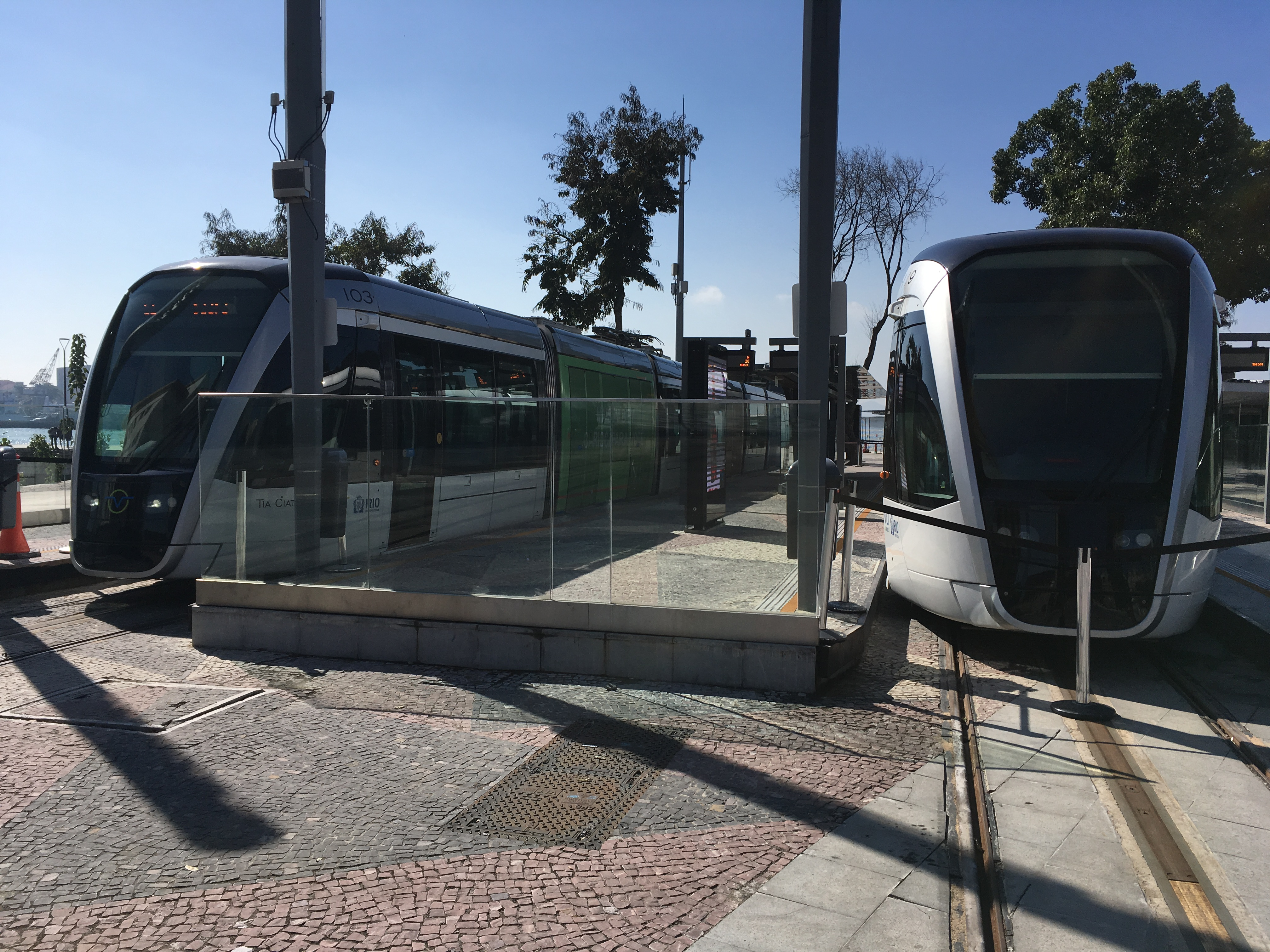
Composições do VLT Carioca estacionadas na Parada Praça XV.

Em 2014, o Museu de Arte do Rio (MAR) recebeu uma doação do Fundo Fátima Zorzato e Ruy Souza e Silva, constituída por um importante conjunto de gravuras e fotografias que testemunham a história iconográfica, urbanística, social e política da Praça XV desde 1599 até o início do século XX. A doação foi acompanhada de um catálogo escrito pelo fotógrafo Pedro Vasquez.
Durante o ano de 2014, o trecho do Elevado da Perimetral que passava sobre a praça fora demolido, viabilizando uma revitalização significativa da região. O mergulhão da Av. Alfred Agache foi reconstruído e passou a integrar uma via expressa com ligação com a Av. Rodrigues Alves e o entorno do Aeroporto Santos Dumont, transformando o trânsito do local e deslocando várias linhas de ônibus da Praça XV para o entorno da Avenida Presidente Antônio Carlos e da Rua Primeiro de Março.
No dia 29 de maio de 2016, a Praça XV, a Praça Marechal Âncora e o Largo da Misericórdia foram reinauguradas pelo prefeito Eduardo Paes após intervenções no âmbito do Porto Maravilha. Tanto as praças quanto o largo passaram a incorporar a Orla Conde, um passeio público que margeia a Baía de Guanabara.
Em 6 de fevereiro de 2017, foi inaugurada no interior da praça a Parada Praça XV do VLT Carioca, que atende a Linha 2 do sistema. A Linha 2 atualmente estende-se desde a parada da Praça XV até a Parada Praia Formosa, situada no bairro de Santo Cristo.

## Esculturas e Monumentos

### Chafariz do Mestre Valentim

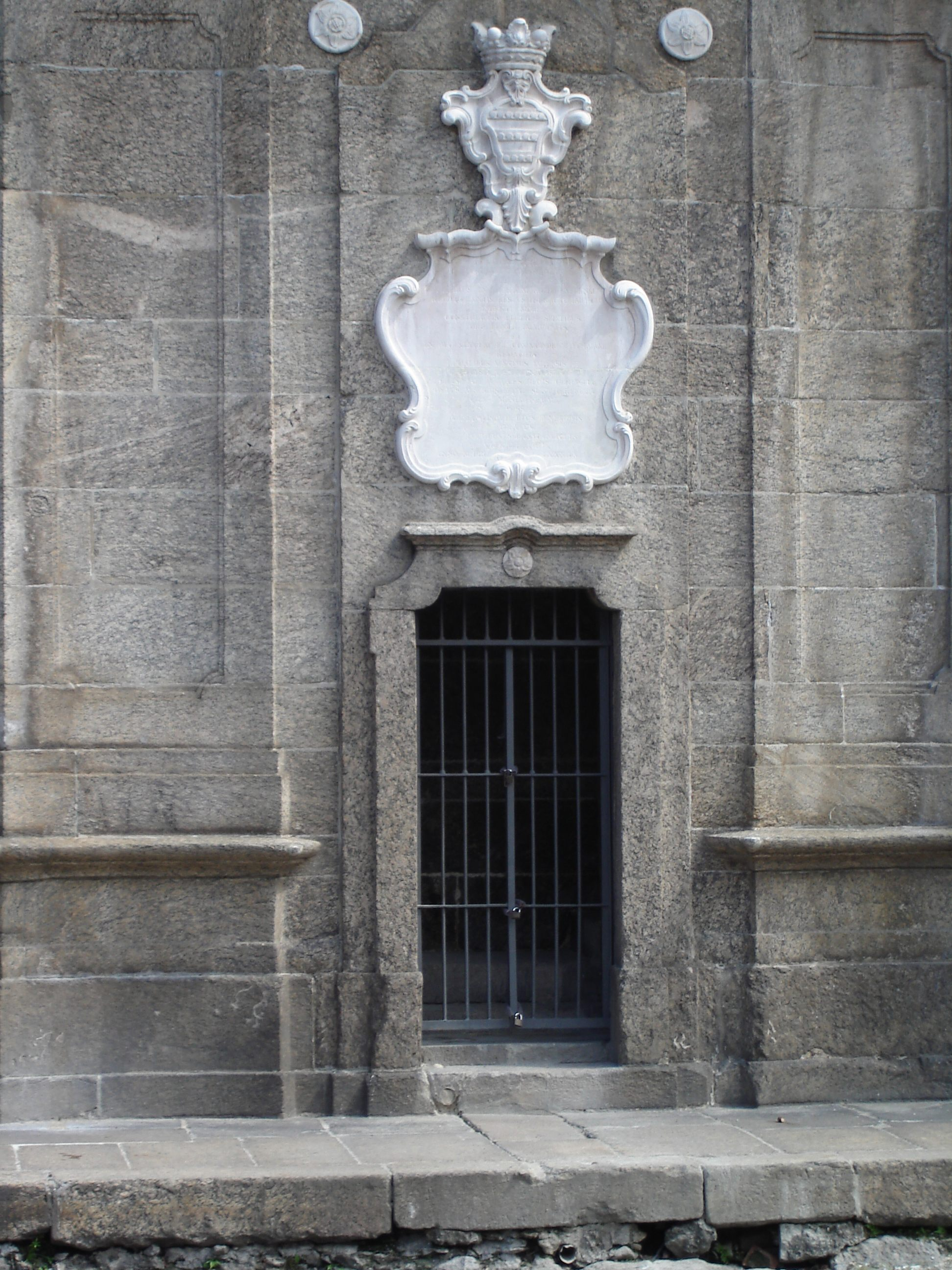
Fachada do chafariz voltada para o mar.

O Chafariz do Mestre Valentim, também conhecido como Chafariz do Carmo, Chafariz Colonial ou Chafariz da Pirâmide, foi construído durante o governo do vice-rei Luís de Vasconcelos e Sousa, que foi o 4.º Conde de Figueiró e o 12.º vice-rei do Brasil. Projetado por Valentim da Fonseca e Silva, o Mestre Valentim, foi inaugurado em 1789 em substituição a outro chafariz que também situava-se na Praça XV e que fora construído em 1747. O chafariz tinha a função de abastecer a população e, principalmente, os navios que atracavam nas proximidades, visto que o monumento localizava-se à beira do cais.
O chafariz, feito a partir da cantaria, é basicamente uma pequena torre de quatro faces com uma pirâmide quadrangular assentada em seu teto. A junção das fachadas é arrematada com pilastras circulares, pilastras estas que são arrematadas com coruchéus, havendo uma espécie de balaustrada entre os coruchéus. Na fachada voltada para o mar, há uma porta e uma placa comemorativa relativa à inauguração do monumento. Nas demais faces, existem grandes conchoides sob as janelas centrais que recebiam a água de repuxos, coletada por tanques que ficavam no subsolo do chafariz. A face oposta à fachada voltada para o mar também possui um medalhão ovalado em mármore com alguns inscritos.
Em 1857, em decorrência da construção do Cais Pharoux, o antigo piso da Praça XV foi aterrado, elevando o nível da praça em um metro e, por consequência, três degraus do chafariz foram aterrados. O Chafariz do Mestre Valentim forneceu água até a década de 1880, quando foi desativado. Na segunda metade do século XX, um pequeno lago foi construído no entorno do chafariz.
No ano de 1988, a Prefeitura do Rio de Janeiro realizou uma pesquisa arqueológica, envolvendo escavações, em busca do cais que existia no local na época da inauguração do chafariz. Por consequência disto, o chafariz passou a ter um novo lago, restrito à área frontal, de modo que fosse possível a visualização dos degraus de cantaria originais. O trecho restante da área escavada foi gramado e uma cerca foi colocada em volta do monumento a fim de garantir a segurança dos transeuntes.
Em virtude da implementação do Mergulhão da Praça XV, uma escadaria e uma área de ventilação foram construídos em frente ao chafariz. Com a transformação do mergulhão em trecho do Túnel Prefeito Marcello Alencar durante a gestão do prefeito Eduardo Paes, tanto a escadaria quanto a área de ventilação desapareceram. Já a cerca que envolvia o monumento fora trocada por uma mureta.

### Estátua Equestre de Dom João VI

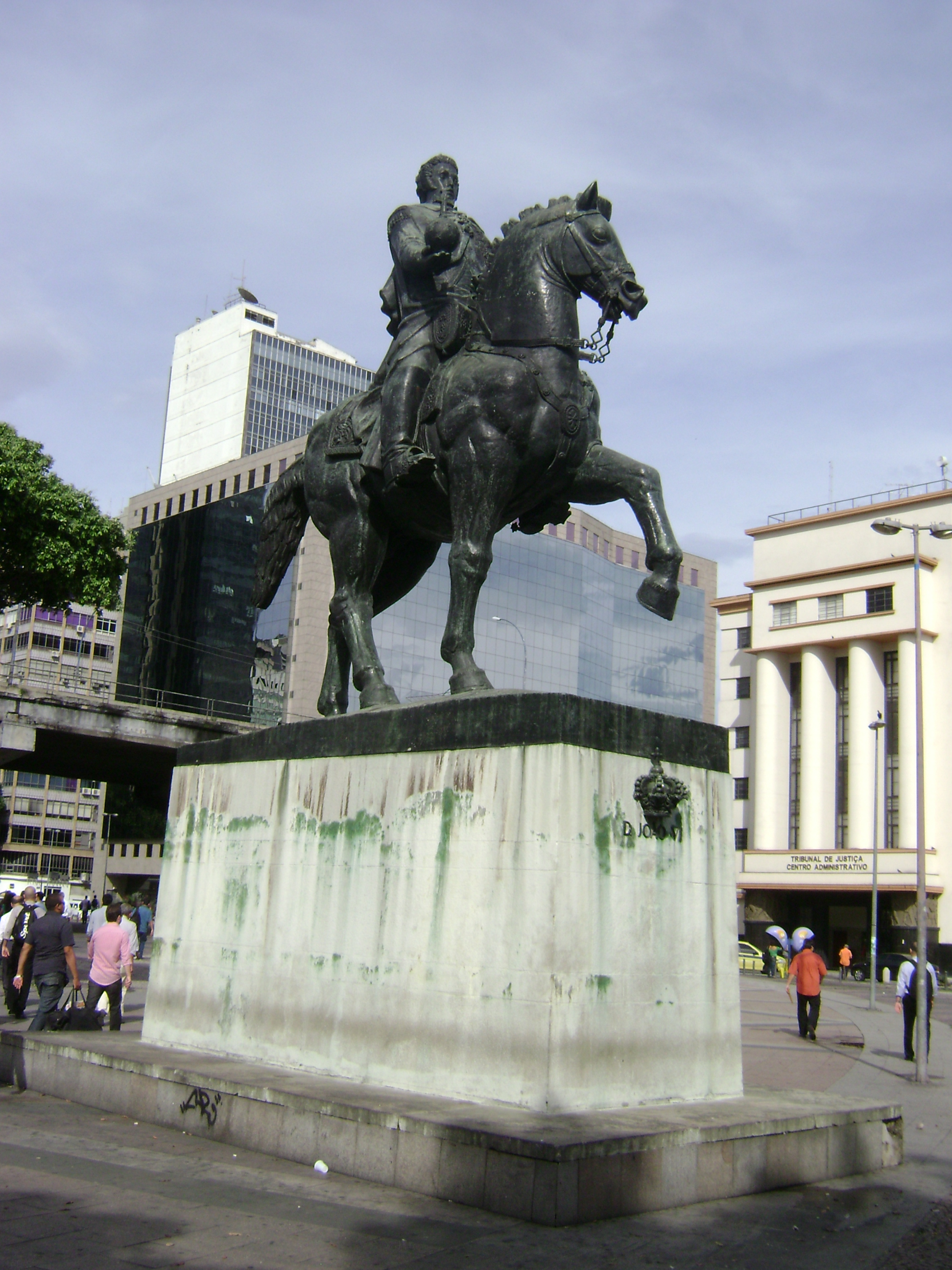
Estátua Equestre de Dom João VI, em 2011.

Inaugurada em 10 de junho de 1965, a Estátua Equestre de Dom João VI foi um presente do povo de Portugal à cidade do Rio de Janeiro por ocasião do 400º aniversário de fundação da cidade. A estátua, de autoria do escultor Salvador Barata Feyo e do arquiteto Carlos Ramos, foi colocada no local onde teria desembarcado, em 1808, Dom João VI, que era o então regente de Portugal. João VI veio ao Brasil em virtude de um plano de invasão ao seu país orquestrado por Napoleão Bonaparte.
O monumento possui uma base retangular de 2,3 metros de altura, formato piramidal e em granito. A estátua, feita em bronze, encontra-se sobreposta ao pedestal. Existe um monumento idêntico na Praça de Gonçalves Zarco, localizada na cidade portuguesa do Porto e que, assim como o monumento da Praça XV, também está posicionada de frente para o mar. No dia 11 de junho de 2013, foi colocado em frente ao monumento um QR code cultural feito com 400 kg de pedras portuguesas oriundas de Portugal. O código foi confeccionado por calceteiros lisboetas e cariocas. Ao fotografar a imagem, os visitantes têm a oportunidade de conhecer um pouco mais sobre a história da estátua.

### Estátua Equestre do General Osório

Estátua Equestre do General Osório (Foto de Marc Ferrez).

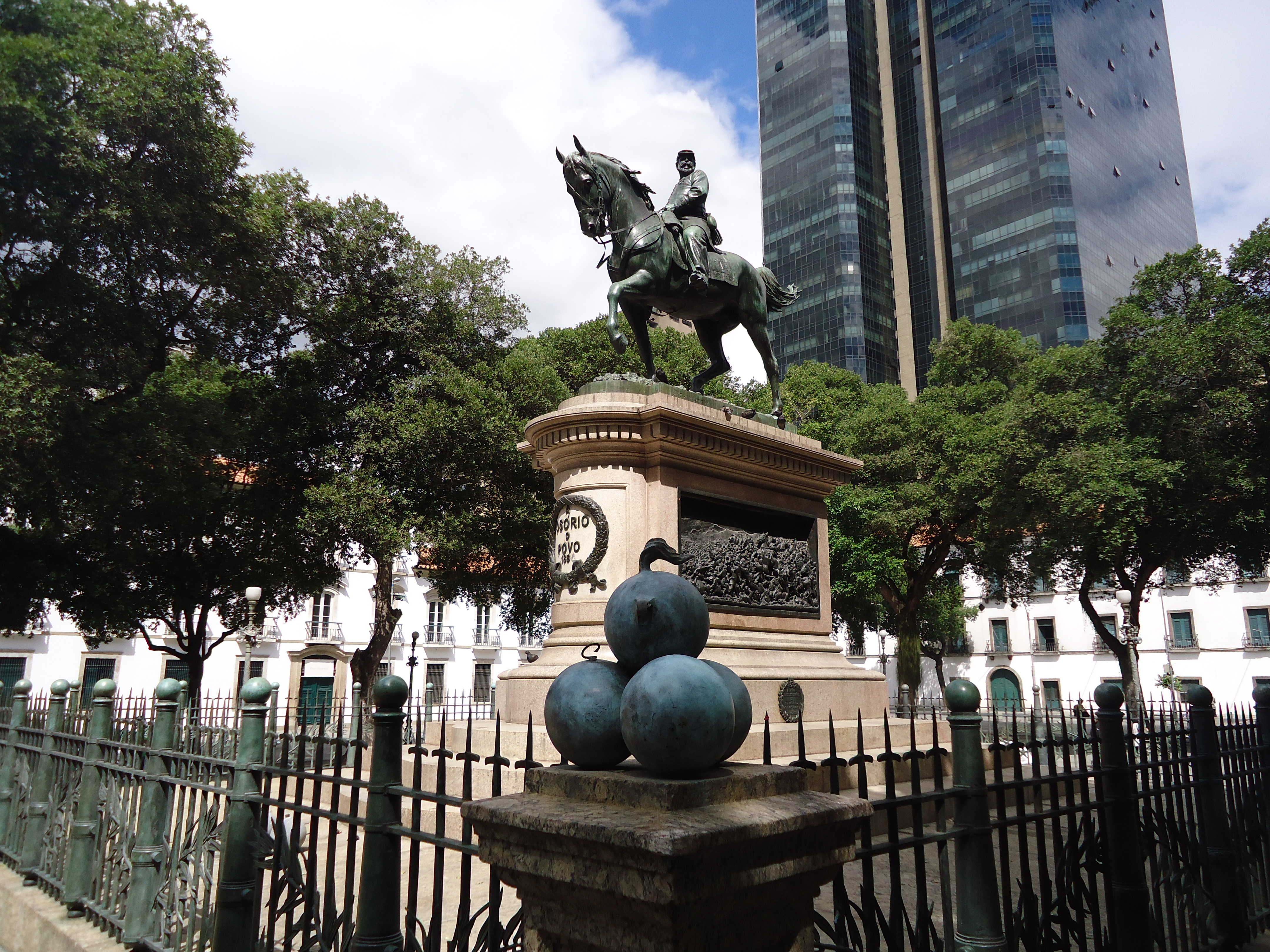
Estátua Equestre do General Osório, em 2012.

A Estátua Equestre do General Osório localiza-se no centro da praça, em frente ao Paço Imperial. Obra do escultor mexicano radicado no Brasil Rodolfo Bernardelli, foi fundida em 1892 nas oficinas Thibaut, situadas em Paris, com o bronze dos canhões tomados durante a Guerra do Paraguai para homenagear Manuel Luís Osório, mais conhecido como General Osório, considerado o herói do referido conflito bélico. A estátua, que possui 8 metros e 5,7 toneladas, foi inaugurada em 1894, sete anos após Bernardelli receber a encomenda da estátua, tendo sido o primeiro monumento inaugurado no Rio de Janeiro após a Proclamação da República do Brasil. Bernardelli, contratado por 160 contos de réis, montou seu ateliê no antigo Beco da Pouca Vergonha, hoje Rua Vinte de Abril, e levou cerca de dois anos para fazer apenas o cavalo. Na coluna do pedestal, localizada na parte dianteira, lê-se a inscrição A Osório o Povo 1884. Na obra, destacam-se dois relevos nas laterais, feitos em bronze e que representam cenas de batalhas.
Em 21 de julho de 1892, os restos mortais do General Osório foram transferidos da Igreja de Santa Cruz dos Militares para a cripta construída sob a estátua equestre. Os restos permaneceram na cripta até o dia 1º de dezembro de 1993, quando deu-se início ao solene translado do corpo do marechal para um jazigo situado no interior do Parque Histórico Marechal Manuel Luis Osório, localizado no município gaúcho de Tramandaí.

### Estátua do Almirante Negro

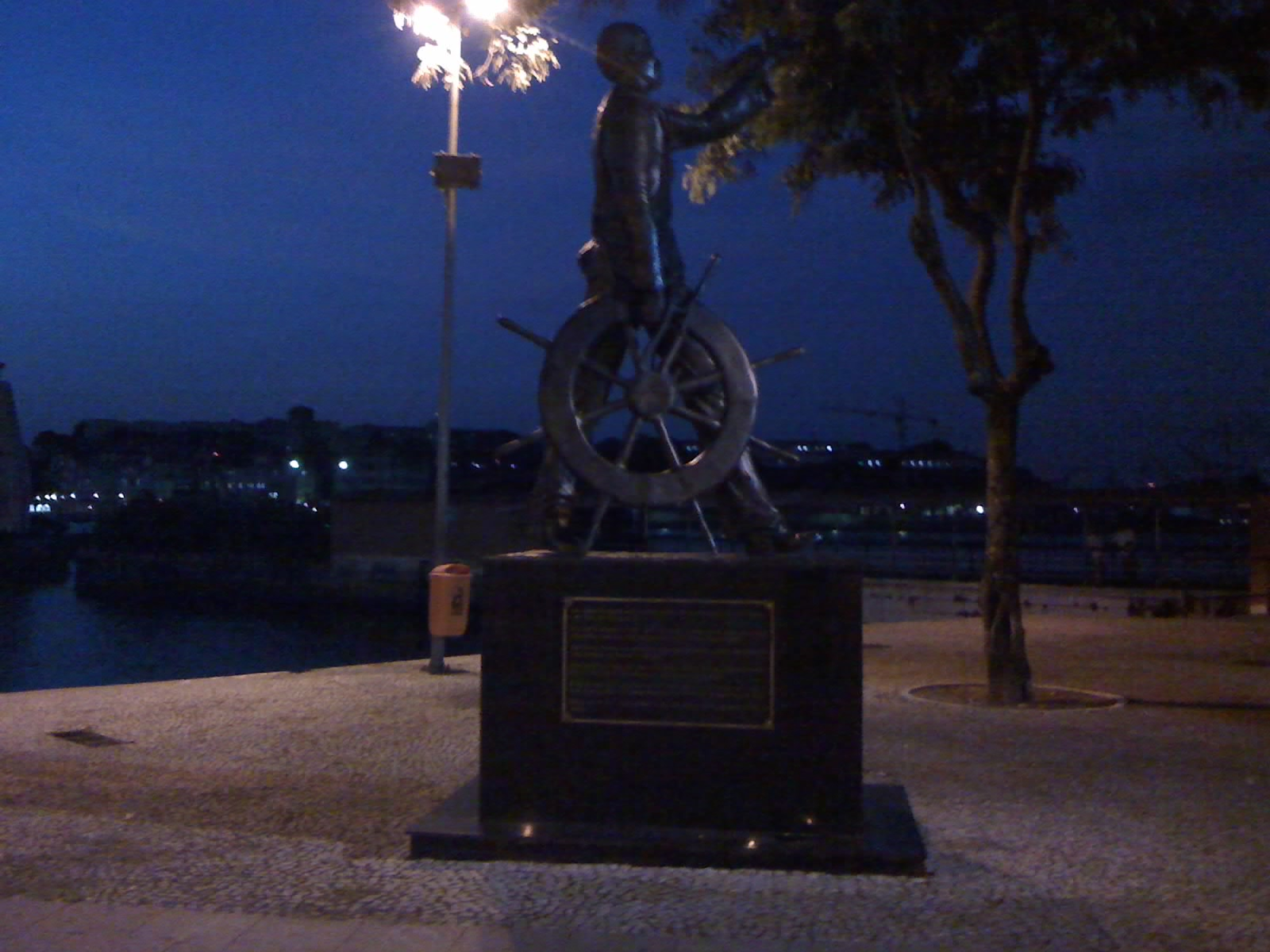
Monumento à João Cândido fotografado durante a noite.

Próximo à parada Praça XV do VLT Carioca, situa-se o Monumento à João Cândido, popularmente conhecido como Estátua do Almirante Negro, de autoria do artista plástico Walter de Brito. O monumento é composto por um pedestal de 1,2 metro de altura, reforçado com granito preto, e pela estátua, que possui dois metros de altura e é feita de bronze. A estátua é uma homenagem a João Cândido Felisberto, que foi o comandante da Revolta da Chibata, ocorrida em novembro de 1910 e que trouxe o fim dos castigos corporais nos ambientes da Marinha do Brasil. Nascido no município gaúcho de Encruzilhada do Sul, João Cândido morreu aos 89 anos, no dia 6 de dezembro de 1969.
No dia 22 de novembro de 2007, aniversário de 97 anos do início Revolta da Chibata, a estátua foi inaugurada nos jardins do Palácio do Catete, que havia sido bombardeado durante a revolta. A estátua, que mostra João Cândido de corpo inteiro com um leme em uma das mãos, tinha sido afixada de frente para o mar e de costas para o palácio. Como parte da solenidade, que teve a presença de autoridades, de familiares e de representantes de movimentos sociais, foi exibido o filme Memórias da Chibata, de Marcos Manhães Marins e que se trata de uma reconstituição história da Revolta da Chibata, e feita uma exposição fotográfica da revolta sob a curadoria do cientista político e juiz de direito João Batista Damasceno.
Em 20 de novembro de 2008, a estátua foi transferida dos jardins do Palácio do Catete para a Praça XV, em evento que contou com a presença do então Presidente da República Luiz Inácio Lula da Silva, da família de João Cândido e de dezenas de pessoas. Nenhum oficial da Marinha do Brasil fora enviado ao evento.

### Piskate
Em comemoração ao Dia Mundial do Skate, no dia 21 de junho de 2015 foi inserido na Praça XV o "Piskate", uma escultura produzida pelo design gráfico e skatista Jorge Cupim que representa um skate gigante. A peça, de cinco metros de comprimento, foi feita com chapas de ferro prensadas e com rodas de pneu de carro encontradas em um ferro-velho.

## Transportes

### Modais de transporte público

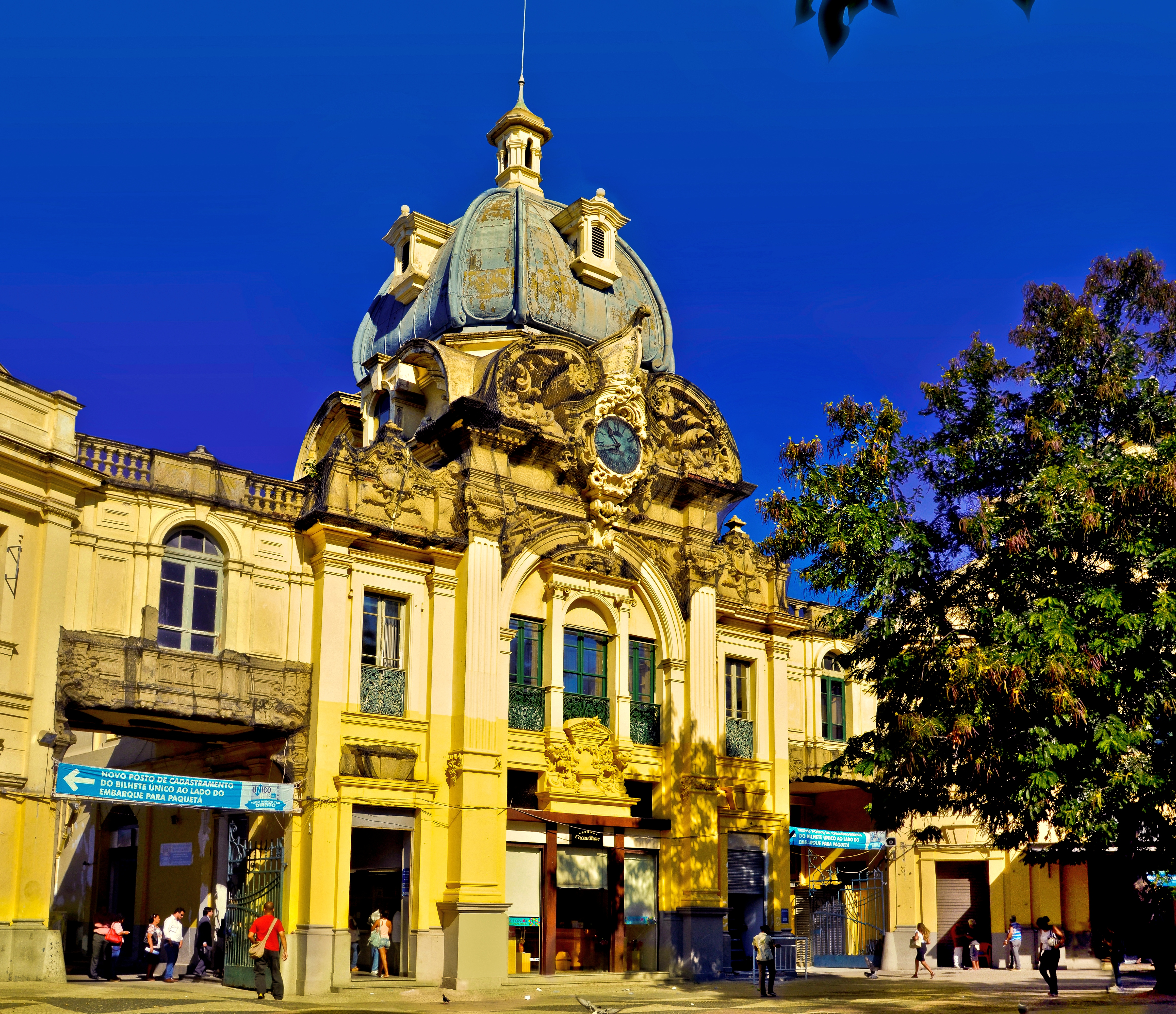
Fachada da Estação hidroviária da Praça XV.

A praça conta com um terminal de barcas, denominado Estação Praça XV, de onde saem linhas para os bairros cariocas de Cocotá e de Paquetá e para os bairros niteroienses do Centro e de Charitas. A estação, construída entre 1904 e 1912, possui uma área útil de 13.774 m² e é dotada de diversas lojas, tanto na parte interna quanto na parte externa. Próximo ao Monumento à João Cândido, situa-se a Parada Praça XV do VLT Carioca, inaugurada em fevereiro de 2017 e que é uma das estações terminais da Linha 2 do sistema.
A estação do Metrô do Rio de Janeiro mais próxima da Praça XV é a Estação Carioca, situada a cerca de 500 metros de distância. O acesso à praça também pode ser feito por linhas de ônibus que trafegam em ruas das imediações ou por táxi.

### Elevado da Perimetral
Em 1960, durante o governo Juscelino Kubitschek, foi inaugurado o primeiro trecho do Elevado da Perimetral, que ligava a Avenida General Justo e a Avenida Presidente Vargas e que passava sobre a Praça XV. O outro trecho da via foi inaugurado 18 anos depois, em 1978, conectando o primeiro trecho ao Viaduto do Gasômetro. O Elevado da Perimetral possibilitava ligação direta entre a Zona Norte e a Zona Sul do Rio de Janeiro. Em 2013, foi iniciada a demolição do elevado no âmbito do Porto Maravilha, sendo que o trecho sobre a praça fora demolido durante o ano de 2014, após o fechamento do Mergulhão da Praça XV.

### Mergulhão da Praça XV
No final de 1996, foi inaugurado o Túnel Engenheiro Carlos Marques Pamplona, popularmente conhecido como Mergulhão da Praça XV, no subsolo da praça. Sua construção permitiu a circulação de pedestres na superfície. Entretanto, no dia 14 de fevereiro de 2014, foi definitivamente fechado ao tráfego. O mergulhão passou a incorporar o Túnel Prefeito Marcello Alencar, inaugurado em 2016 e que substituiu o Elevado da Perimetral.

## Pontos de interesse

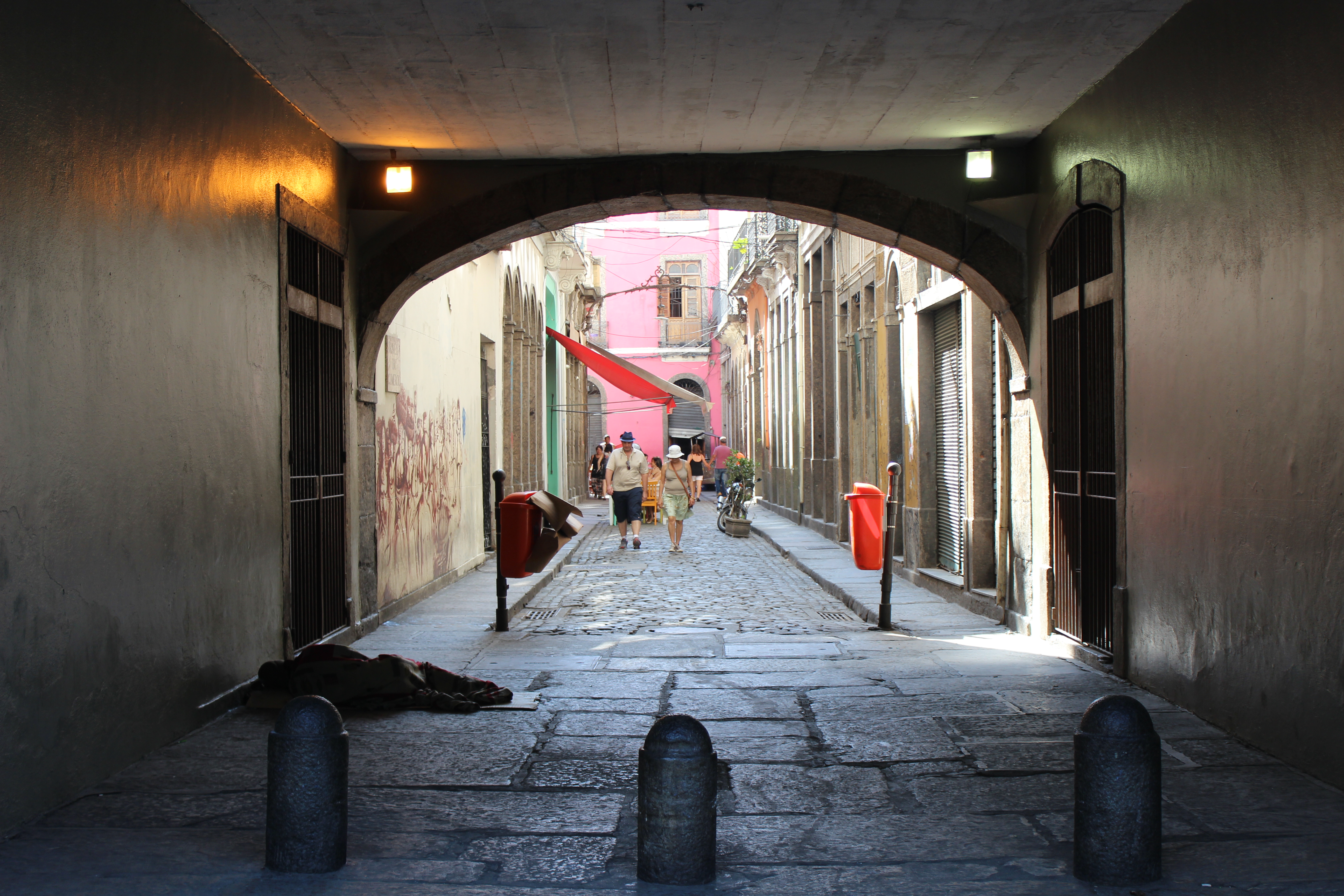
Arco do Teles, localizado em frente à Praça XV.

Os seguintes pontos de interesse situam-se nas redondezas da Praça XV:
- Bolsa de Valores do Rio de Janeiro
- Centro Administrativo do Tribunal de Justiça do Estado do Rio de Janeiro
- Acesso ao Túnel Prefeito Marcello Alencar
- Escola de Magistratura do Estado do Rio de Janeiro (EMERJ)
- Museu Naval e Oceanográfico
- Palácio Tiradentes
- Paço Imperial
- Edifício Centro Candido Mendes
- Convento do Carmo
- Igreja de Nossa Senhora do Monte do Carmo
- Igreja da Ordem Terceira do Carmo
- Arco do Teles

## Feiras

### Feira de Antiguidades

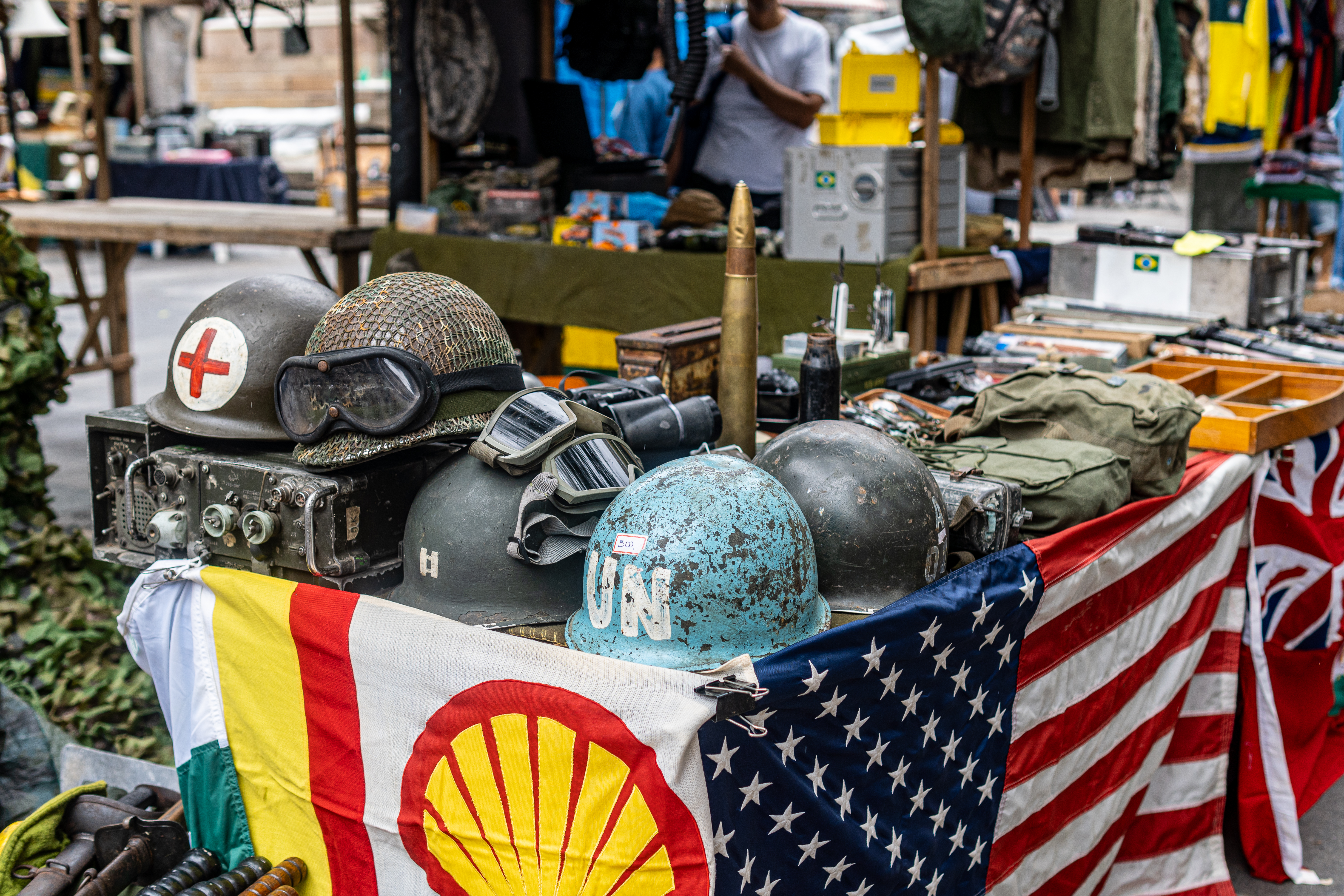
Itens militares na Feira de Antiguidades da Praça XV

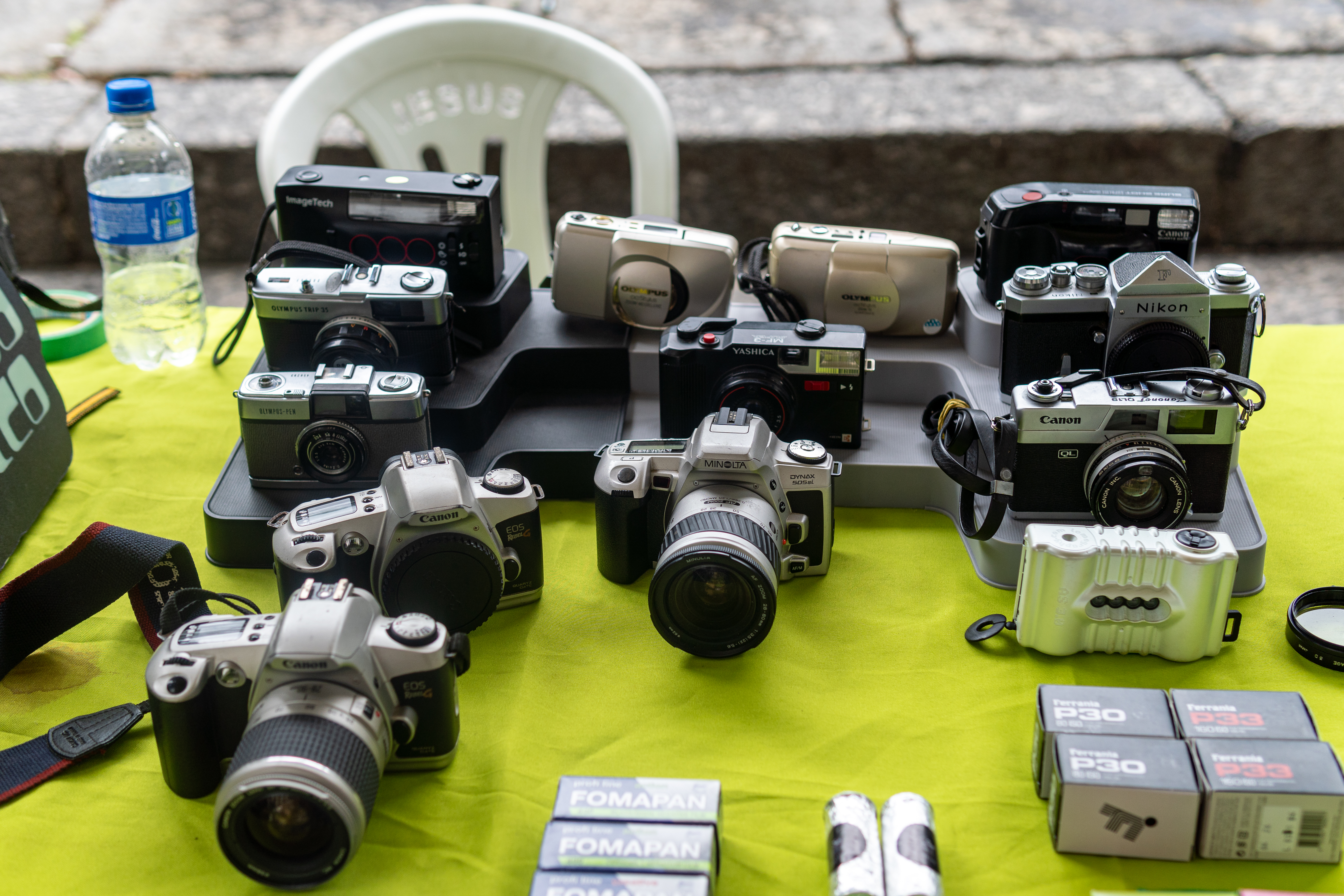
Câmeras fotográficas analógicas e digitais antigas na Feira de Antiguidades da Praça XV

Todos os sábados, em frente ao Paço Imperial, é organizada a tradicional Feira de Antiguidades ao redor da Estátua Equestre do General Osório. O evento reúne cerca de 366 barracas e mais de 600 vendedores cadastrados pela prefeitura. São vendidos na feira diversos objetos, móveis, roupas, brinquedos e livros, dentre outros artigos e relíquias. É considerada pelos colecionadores a maior feira de antiguidades da América Latina.
A feira começou a ser realizada em 1976 sob o Elevado da Perimetral. No entanto, com a demolição do viaduto, passou a ser realizada no atual ponto. Inicialmente a feira era caracterizada como um evento de troca de objetos. Desde 2015, a Secretaria Municipal de Ordem Pública (SEOP) fiscaliza o comércio da feira com o objetivo de impedir a venda de comida e de artigos que não configurem antiguidades.

### Feirarte
Nas quintas-feiras e nas sextas-feiras, é organizado na Praça XV uma das Feiras Especiais de Artes, conhecidas como Feirartes, que ocorrem no município do Rio de Janeiro. As Feirartes destinam-se à exposição e à venda de trabalhos de artistas plásticos e artesãos em logradouros públicos. As feiras, regulamentadas pela Lei Municipal nº 1.533 de 10 de janeiro de 1990, também são feitas na Praça General Osório, na Praça Sáenz Peña e na Praça do Lido.